# سان ساتورنينو دي نويا
بلدية سانت سادورني دانويا (بالكاتالانية: Sant Sadurní d'Anoia) هي إحدى بلديات مقاطعة برشلونة، والتي تقع في منطقة كاتالونيا، شرق إسبانيا.
يبلغ عدد سكانها 11.790 نسمة وفقاً لإحصائية سنة (2007).

## توأمة
لسان ساتورنينو دي نويا اتفاقيات توأمة مع كل من:
- باستيا أومبرا
- كانيتي لا ريال

## أعلام
- خافيير ديل أمور
- بيدرو جيل غوميز